# Sotsvartspindel
Sotsvartspindel (Zelotes subterraneus) är en spindelart som först beskrevs av Carl Ludwig Koch 1833.  Sotsvartspindel ingår i släktet Zelotes och familjen plattbuksspindlar. Arten är reproducerande i Sverige. Inga underarter finns listade i Catalogue of Life.